# Girolamo Petroni
Girolamo Petroni (falecido em 1591) foi um prelado católico romano que serviu como bispo de Terni (1581–1591).

## Biografia
No dia 16 de janeiro de 1581, Girolamo Petroni foi nomeado pelo Papa Gregório XIII como Bispo de Terni. Serviu como Bispo de Terni até à sua morte em 1591.